# Dorcadion irinae
Dorcadion irinae là một loài bọ cánh cứng trong họ Cerambycidae.